# Julia Schöll
Julia Schöll (* 1971) ist eine deutsche Literaturwissenschaftlerin.

## Leben
Schöll studierte Germanistik/Neuere deutsche Literaturwissenschaft, Psychologie sowie Neuere und neueste Geschichte an den Universitäten Bamberg, Frankfurt am Main und Paris IV (1998 Magisterabschluss; Magisterarbeit bei Heinz Gockel zum Thema „Ästhetische Idee und Ideal: Kant und Schiller“). Von 1999 bis 2003 hatte sie ein Promotionsstipendium der Hans-Böckler-Stiftung inne (Promotion 2003), als Post-doc war sie als Stipendiatin der Alexander von Humboldt-Stiftung an der University of California/Irvine sowie der Universität Basel tätig. Nach der Habilitation 2011 (Lehrbefugnis für das Fachgebiet „Neuere deutsche Literaturwissenschaft“) war sie von 2013 bis 2018 Akademische Oberrätin am Lehrstuhl für Neuere deutsche Literaturwissenschaft der Universität Bamberg, ab 2018 außerplanmäßige Professorin für Neuere deutsche Literaturwissenschaft an der Universität Bamberg. Als Vertretungs- und Gastprofessorin war sie an der Universität Konstanz und der Universität Augsburg beschäftigt. 2020 nahm sie einen Ruf an die Technische Universität Braunschweig auf den Lehrstuhl für Neuere deutsche Literatur an.
Ihre Forschungsschwerpunkte liegen in der Zeit um 1800, der Klassischen Moderne/Thomas Mann und in der Gegenwartsliteratur, außerdem im Bereich der Kulturtheorie, der Intermedialität sowie der Poetologien des 20. und 21. Jahrhunderts.

## Schriften (Auswahl)
- Joseph im Exil. Zur Identitätskonstruktion in Thomas Manns Exil-Tagebüchern und -Briefen sowie im Roman „Joseph und seine Brüder“. Würzburg 2004, ISBN 3-8260-2829-5.
- Einführung in das Werk Thomas Manns. Darmstadt 2013, ISBN 978-3-534-24805-6.
- mit Johanna Bohley (Hg.): Das erste Jahrzehnt. Narrative und Poetiken des 21. Jahrhunderts. Würzburg 2011, ISBN 3-8260-4802-4.
- Interessiertes Wohlgefallen. Ethik und Ästhetik um 1800. Paderborn 2015, ISBN 3-7705-5390-X.